# 十禅律院
十禅律院（じゅうぜんりついん）は、和歌山県紀の川市粉河にある天台宗安楽律院派の寺院。本尊は阿弥陀如来。粉河寺の境内にある。

## 歴史
元来は平安時代の正暦元年（990年）、石崇上人によって創建された天台宗の粉河寺の塔頭十禅院であった。
江戸時代後期の寛政12年（1800年）、十禅院は紀州藩第10代藩主徳川治宝により天台宗安楽律院派の寺院に改められ、十禅律院として復興された。
東大寺の覚峯が、後に建立する宝鐸院の堂塔を飾る長さ1尺6寸余の宝鐸を地中に発見した場所としても知られる。

## 境内

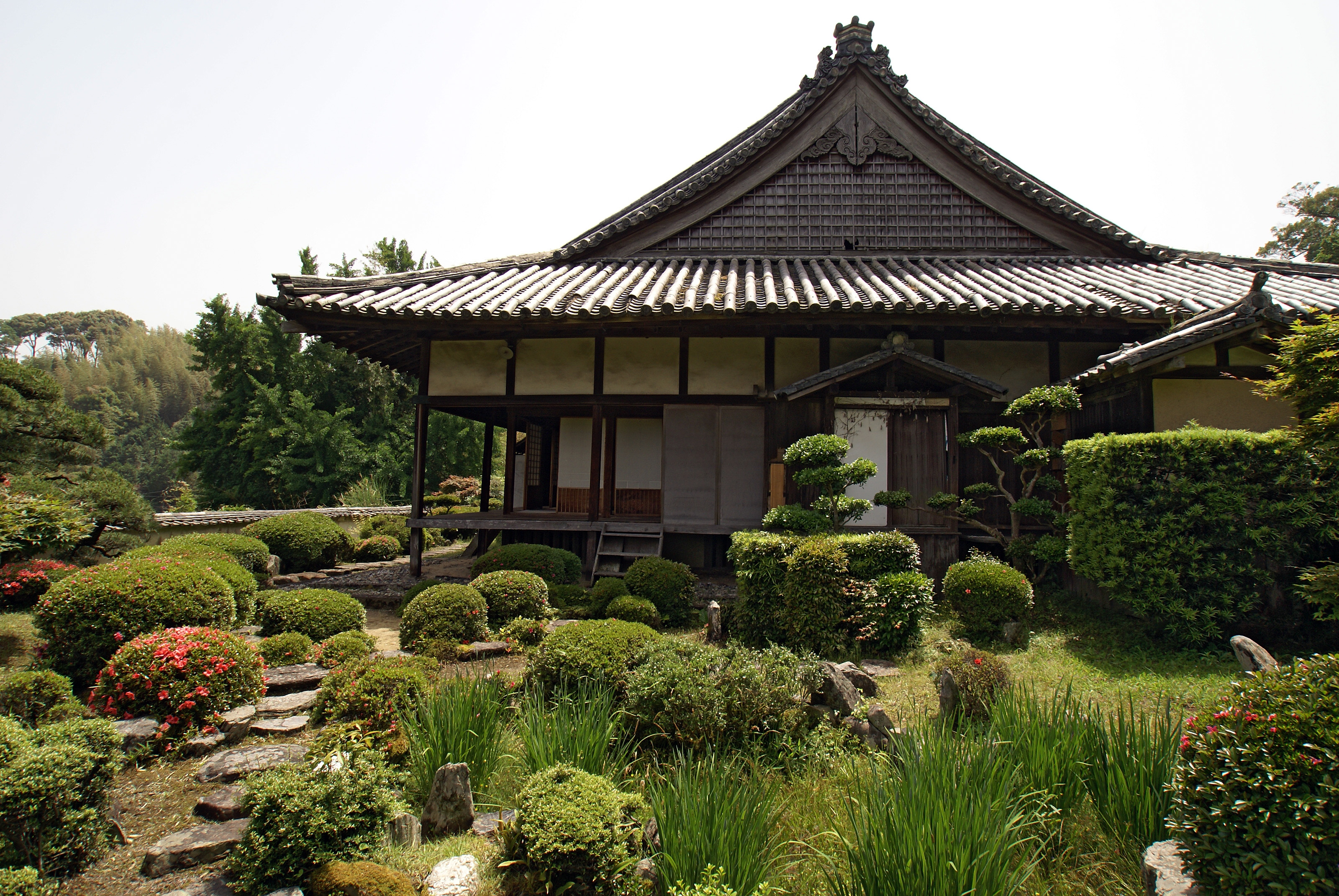
洗心庭から庫裏を望む

- 本堂（和歌山県指定有形文化財） - 文政12年（1829年）再建。入母屋造、本瓦葺き、総欅造、題字は徳川治宝直筆
- 護摩堂（和歌山県指定有形文化財） - 文政元年（1818年）建立。
- 庫裡（和歌山県指定有形文化財） - 19世紀中期の再建。住宅風、総畳数200余。
- 庭園「洗心庭」（紀の川市指定名勝） - 座視式日本庭園。
- 塗上門（竜宮造、和歌山県指定有形文化財） - 文政8年（1825年）再建。築地門ともいう。題字は徳川治宝直筆。

### 和歌山県指定有形文化財
- 十禅律院（4棟）
  - 本堂
  - 庫裡
  - 護摩堂
  - 塗上門（築地門）

### 紀の川市指定名勝
- 洗心庭

### 紀の川市指定自然保存物
- 十禅律院の伊吹

## 利用情報
- 開門時間 8 - 17時

## 所在地
〒649-6531　和歌山県紀の川市粉河

## 交通アクセス
- JR西日本和歌山線粉河駅下車徒歩約20分
- 和歌山バス那賀紀伊粉河線「粉河寺」停留所下車約5分

## 周辺情報
- 粉河寺（隣接）（西国三十三箇所第3番札所）
- 青洲の里 - 春林軒、フラワーヒルミュージアム、華岡青洲顕彰記念公園
- 旧名手宿本陣 - 華岡青洲の妻加恵の実家、国の重要文化財3棟、国の史跡